# Imanǵalı Tasmaǵambetov
Imanǵalı Nurǵalıuly Tasmaǵambetov (in kazako Иманғали Нұрғалиұлы Тасмағамбетов?; in russo Имангали́ Нургали́евич Тасмагамбе́тов?, Imangalí Nurgalíevič Tasmagambétov; Distretto di Mahambet, 9 dicembre 1956) è un politico kazako.
È stato il Primo ministro del Kazakistan dal gennaio 2002 al giugno 2003.
Dal dicembre 2004 all'aprile 2008 è stato sindaco di Astana, mentre dall'aprile 2008 all'ottobre 2014 è stato sindaco di Almaty.
Dall'ottobre 2014 è Ministro della difesa e membro del Governo guidato da Kärim Mäsimov.